# Trois Aventures de Brooke
Pour plus de détails, voir Fiche technique et Distribution.
Trois Aventures de Brooke (星溪的三次奇遇, Xīngxī de sān cì qí yù) est un film sino-malaisien réalisé par Yuan Qing, projeté pour la première fois en 2018 et sorti en France en 2020.

## Synopsis
Brooke est en visite en Malaisie (État de Kedah, ville de Alor Setar). À chaque début d'aventure, un pneu de son vélo crève. Dans le premier épisode, elle rencontre une jeune fille de son âge et essaie d'acquérir une pierre précieuse, mais n'arrive pas à déterminer sa valeur. Dans le deuxième épisode, elle fait un bout de chemin avec des fonctionnaires chargés de la « transformation communautaire » d'au moins une partie d'Alor Setar. Dans le troisième épisode, elle fait la connaissance d'un Français plus âgé qu'elle, Pierre, à qui elle va révéler les vraies raisons de sa venue en Malaisie et avec lequel elle va vivre une expérience extraordinaire.

## Fiche technique
- Titre original : 星溪的三次奇遇, Xīngxī de sān cì qí yù
- Titre : Trois Aventures de Brooke
- Réalisation et scénario : Yuan Qing
- Photographie : Zhu Jingjing
- Son : Wei Junhua et Qu Weijun
- Montage : Yuan Qing
- Production : Beijing Biaoqi Culture and Media Company - Mil Production - Boxin Culture and Media Company
- Pays :  Chine,  Malaisie
- Durée : 100 minutes
- Dates de sortie : France : 23 novembre 2018 (festival des trois continents) ; 15 janvier 2020 (sortie nationale)

## Distribution
- Fangyi Xu : Brooke
- Pascal Greggory : Pierre
- Ribbon Ooi : Ailing

## Analyse
Yuan Qing ne cache pas l'amour qu'elle a pour le cinéma d'Éric Rohmer. Pascal Greggory, qui incarne Pierre, a joué dans plusieurs films du cinéaste français. L'événement qui ouvre chaque aventure de Brooke est identique à celui qui arrive à Mirabelle dans le premier épisode de Quatre aventures de Reinette et Mirabelle. La scène finale fait également penser à celle qui clôt cet épisode intitulé précisément L'Heure bleue, mais aussi au Rayon vert.
Pour expliquer la structure particulière de son film, Yuan Qing s'est référé à celui de Peter Howitt, Pile et face. 

## Distinctions
- Montgolfière d'argent au festival des trois continents 2018[2].